# Bentley Batur
Pour les articles homonymes, voir Batur (homonymie).
La Bentley Batur (ou Mulliner Batur) est une GT de luxe du constructeur automobile britannique Bentley produite par Mulliner, le département personnalisation du constructeur en 18 exemplaires de coupés à partir de 2022, et 16 exemplaires de cabriolet à partir de 2024.

## Présentation
La Bentley Batur coupé est présentée le 21 août 2022 au Concours d'élégance de Peeble Beach puis au concours d'élégance du Chantilly Art & Elegance Richard Mille 2022 en septembre.

Bentley Batur au concours d'élégance de Chantilly
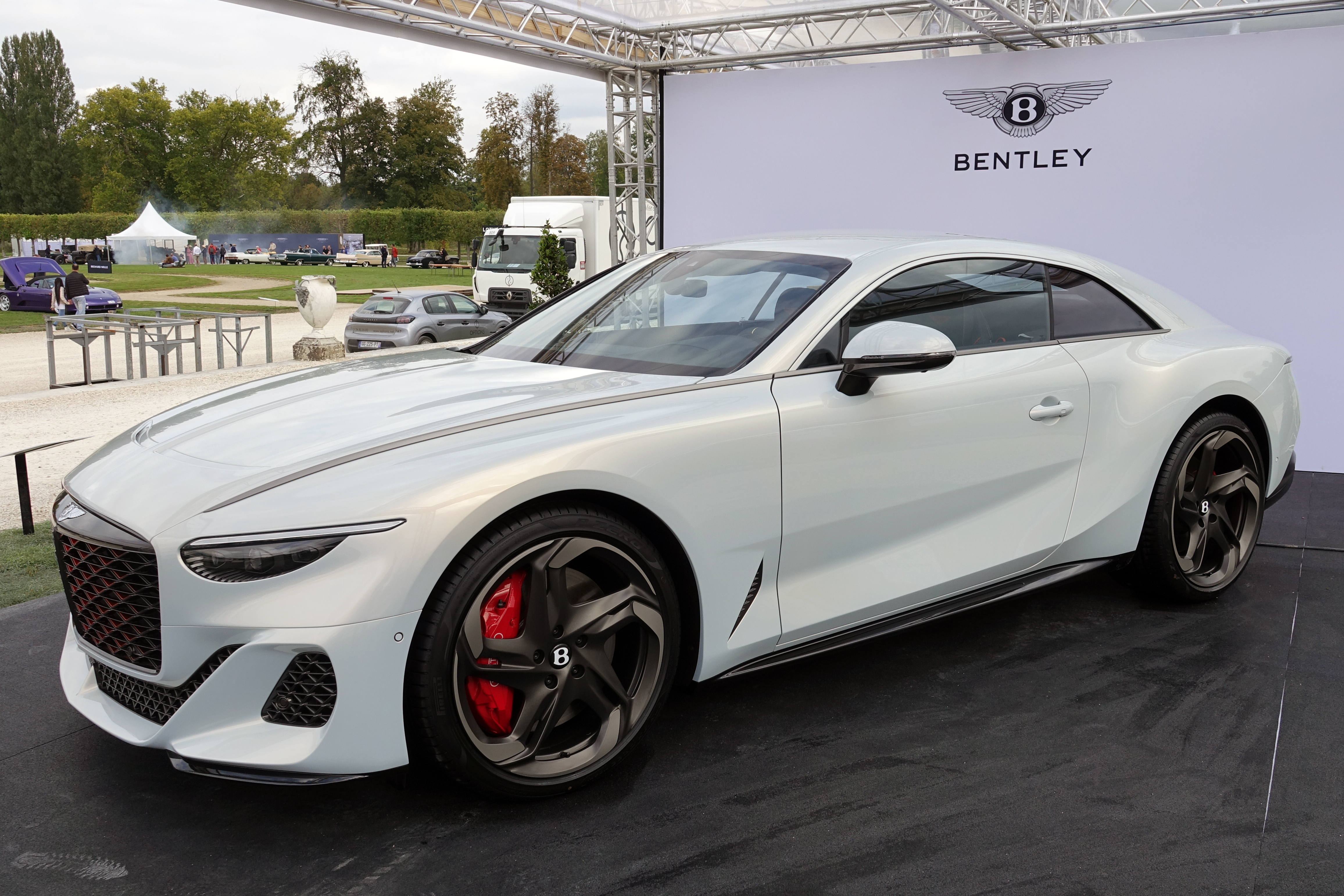
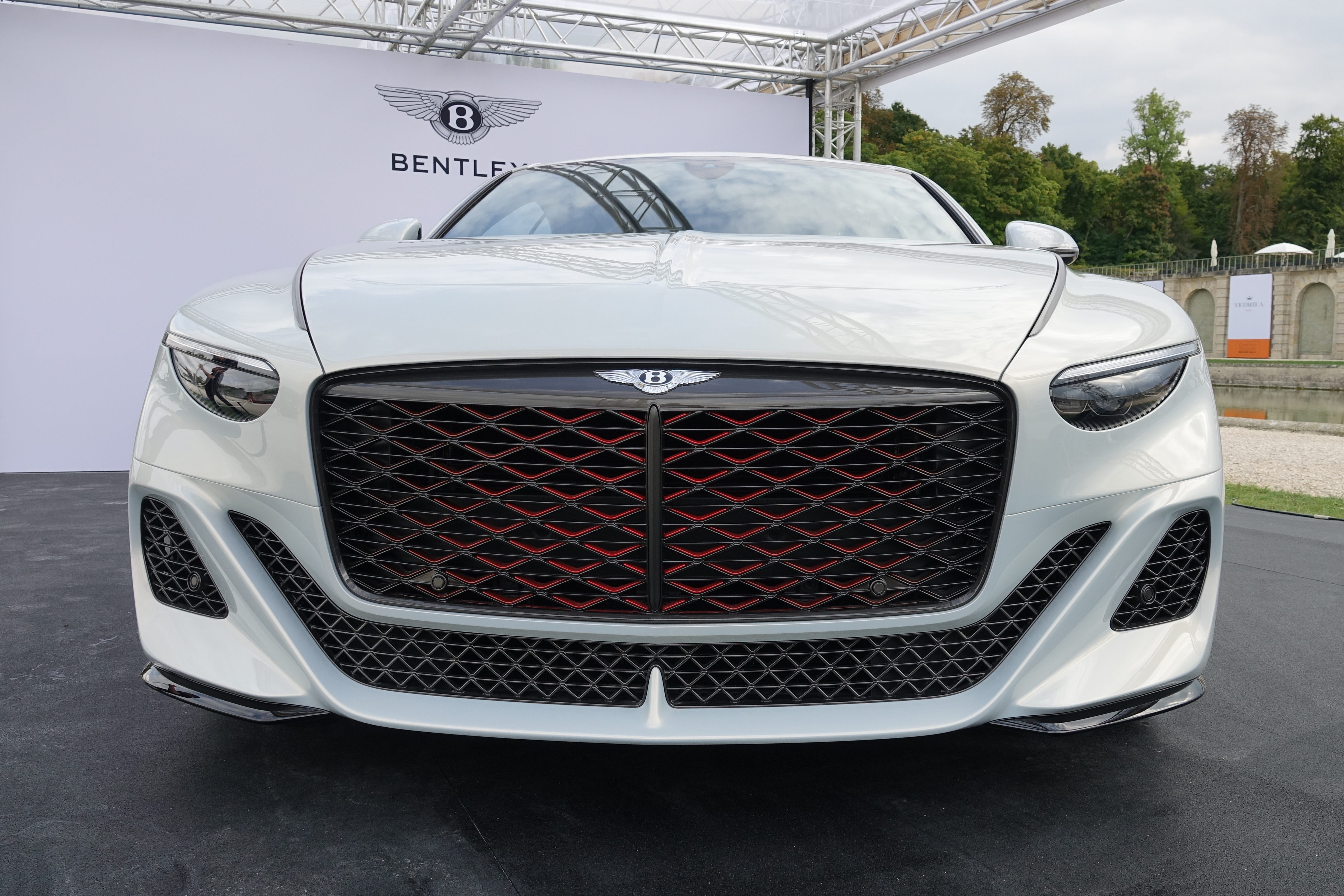
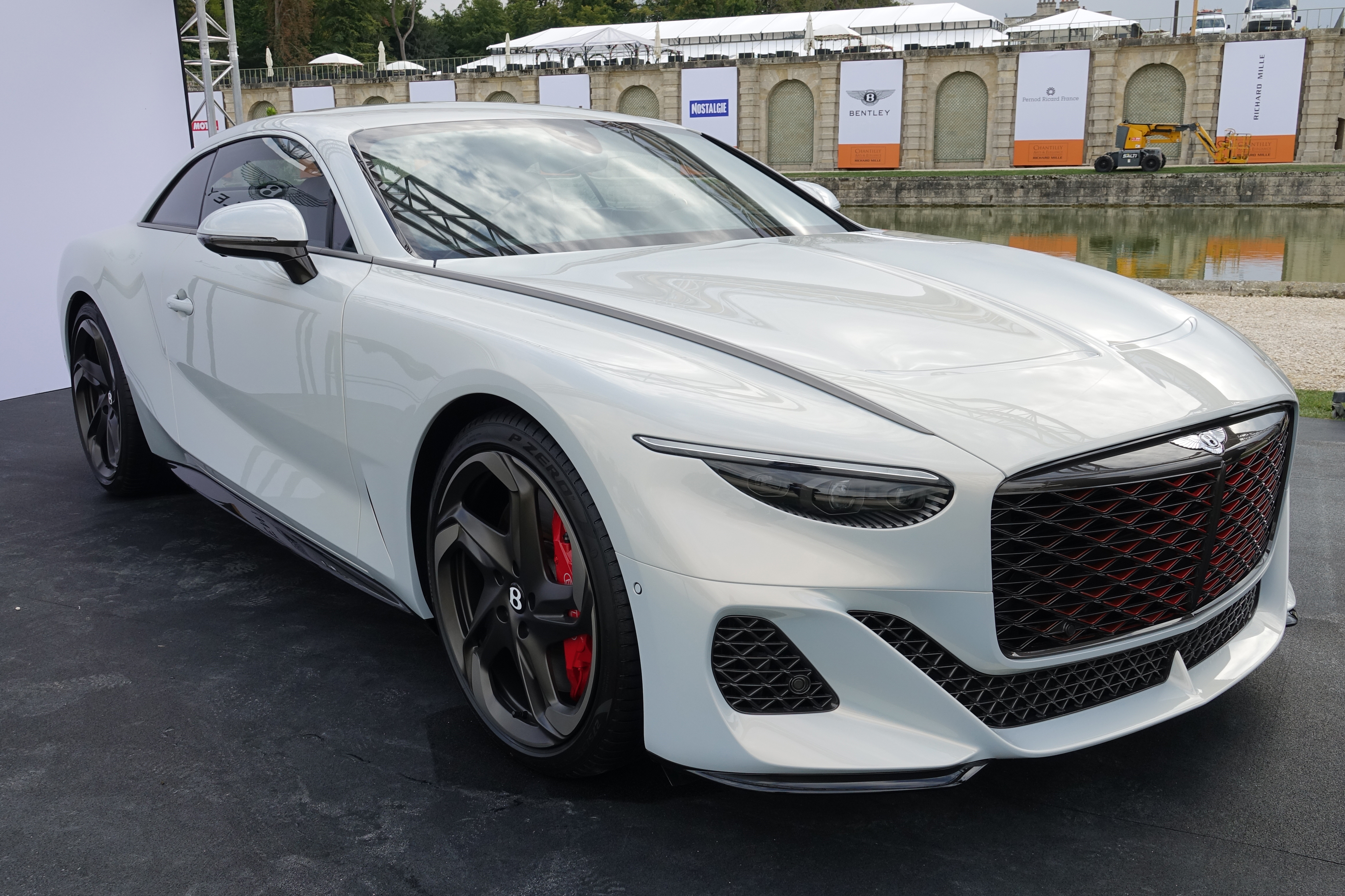

### Cabriolet
La Bentley Batur Convertible est présentée le 7 mai 2024. La capote souple peut s'ouvrir et se fermer en 17,5 s et jusqu’à 50 km/h.

## Caractéristiques techniques
La Batur repose sur la base technique de la Bentley Continental GT II.

### Motorisations
Le coupé, comme le cabriolet, reprend la motorisation W12 6.0 d'origine Audi, installée dans la Continental GT et la Bacalar, et porte sa puissance à 740 ch pour un couple de 1 000 N m.
| Logo de Bentley            | Caractéristiques techniques    | Caractéristiques techniques |
| Logo de Bentley            | Bentley Batur                  | Bentley Batur               |
| -------------------------- | ------------------------------ | --------------------------- |
| Carburant                  | Essence                        |                             |
| Moteur                     | 12-cylindres en W biturbo      |                             |
| Cylindrée (cm³)            | 5 950                          |                             |
| Puissance maximale ch (kW) | 750 (552)                      |                             |
| au régime de (tr/min)      | 8000                           |                             |
| Couple maximal (N m)       | 1000                           |                             |
| au régime de (tr/min)      | 8000                           |                             |
| Boîte de vitesses          | Automatique à 8 rapports (DSG) |                             |
| Vitesse maximale (km/h)    |                                |                             |
| 0-100 km/h (s)             | 3,9                            |                             |
| Consommation (ℓ/100 km)    | 12,2                           |                             |
| Émissions de CO2 (g/km)    |                                |                             |
| Masse à vide (kg)          |                                |                             |